# Страздынь, Карл Янович
Карл Янович Страздынь (1890—1964) — советский хозяйственный, государственный и политический деятель, доктор исторических наук, профессор, академик АН Латвийской ССР.

## Биография
Родился в 1890 году в Вильзенской волости Лифляндской губернии (ныне территория Браславской волости Алойского края Латвии). Член КПСС с 1916 года.
С 1912 года — на хозяйственной, общественной и политической работе: учитель в Ново-Оттенском волостном училище Сканькалнской волости, латышский стрелок, председатель Сканькалнского волостного Совета, арестован, бежал, инструктор Наркомпроса Латвии в городе Резекне, заведующий уездным и городским отделом народного образования Даугавпилсского ревкома, в Наркомпросе РСФСР, в пропагандистской группе ЦК ВКП(б), руководитель Центральных курсов руководящих колхозных работников при Центральном Комитете Коммунистической партии, на научно-исследовательской и преподавательской работе в Горьком, заместитель наркома просвещения, министр просвещения Латвийской ССР, директор Института истории и материальной культуры республики, академик-секретарь Отделения общественных наук АН Латвийской ССР.
Избирался депутатом Верховного Совета СССР 2-го созыва.
Умер в Риге в 1964 году.